# Осада (комикс)
«Осада» (англ. Siege) — кроссовер-серия комиксов, опубликованная издательством «Marvel Comics» в 2009—2010 годах. События серии разворачиваются после Тёмного правления, которое привело к захвату власти Норманом Озборном, который путём обмана и манипуляции СМИ добился высокого поста в правительстве Соединённых Штатов. Немаловажную роль в истории играет Локи, асгардский бог озорства, управляющий Озборном и подготавливающий нападение с целью тотального свержения власти Асгарда. События Осады положили начало следующему масштабному событию вселенной «Marvel» — Эре героев.

## История публикаций
Основной сюжет разворачивается в одноимённой мини-серии «Siege» из четырёх выпусков, а также в одиночных выпусках, сюжетом связанных с серией и посвящённых отдельным персонажам. Одновременно с «Siege» события Осады разворачивались и в нескольких других сериях комиксов, например, в сюжетной врезке выпусков «Mighty Avengers» № 36, «New Avengers» № 64, «Dark Avengers» № 16 и «Avengers: The Initiative» № 35, а также спецвыпуске «New Avengers: Finale», иллюстрированном Брайаном Хитчем. В начале 2010 года «Marvel» объявила, что последствия Осады дадут началу другому кроссоверу, Эре героев, о чём в комиксах олимпийская богиня Афина намекнула Амадеусу Чо, а последующие события были описаны как начало новой героической эры во Вселенной «Marvel».
С июня 2010 года стартовала серия из пяти частей «Avengers Prime: Siege Aftermath», в которой основное внимание уделено Тору, Железному человеку и Стиву Роджерсу, и связывающим их событиям в период между Осадой и Эрой героев. После Осады стартовала серия «Amazing Spider-Man Presents: American Son» из четырёх выпусков, которая сюжетос связана и с Тёмным правлением, и с Осадой, и в которой Норман Озборн пытается оказать влияние на своего сына Гарри.

## Сюжет
Норман Озборн собирает совещание суперзлодеев, во время которого его конфронтация с Доктором Думом только усиливается. По совету Локи Озборн организует взрыв, который якобы случайно вызвал один из асгардских воинов, Вольштагг, и в результате которого погибают зрители, находившиеся на футбольном стадионе в Чикаго. Это даёт Озборну предлог получить разрешение правительства на штурм Асгарда, представив его потенциально опасным. Президент передает командование в руки Озборна, и тот нанимает Тёмных Мстителей — команду суперзлодеев, выдающих себя за супергероев. Чтобы заполучить в команду Часового, одного из самых могущественных героев, Озборн приказывает Меченому, члену Тёмных Мстителей, выдающему себя за Соколиного глаза, убить жену Часового, Линди Рейнольдс, и представить всё так, будто она покончила жизнь самоубийством. Тем временем в Асгарде Локи готовит почву для вторжения, пытаясь нейтрализовать Хеймдалля, стража города.
Осада Асгарда начинается с нападения Часового, а также с воздушных атак во главе с самим Озборном в броне Железного Патриота. Нападение на Асгард мгновенно становится главной новостью: Озборн надавливает на СМИ, чтобы те освещали события в выгодном ему свете, а Бен Урих, в прошлом нью-йоркский журналист, берёт интервью у Вольштагга, где он рассказывает свою точку зрения, а позже обращается к общественности, надеясь открыть глаза на действия Озборна. Тор, не ожидавший нападения, проигрывает бой и отправляется в Нью-Йорк к Стиву Роджерсу, бывшему Капитану Америке, где они собирают группу настоящих Мстителей под названием Сопротивление Мстителей и совершают нападение на штаб-квартиру «М.О.Л.О.Т.» с целью ликвидировать инициативу Озборна.
Бог Арес узнаёт, что Озборн его обманывал и использовал и хочет убить его, но вместо этого умирает сам от руки Часового, который выполнял приказ Озборна. В Асгард прибывает группа Мстителей во главе с Роджерсом, и Озборн был сражён щитом Капитана Америки. Президент США приказывает отправить войска, чтобы арестовать Озборна и его команду по обвинению в измене. Успев получить приказ от Озборна, Часовой, которым уже полностью овладела его нигилистическая сущность по имени Мрак, решает разрушить город, превращая в груду руин. Роджерс вытаскивает Озборна из-под обломков, чтобы отдать под арест. Мрак нападает на Мстителей, и Локи идёт к отцу Одину, просит у него прощения и разрешения использовать волшебные камни Норн, чтобы одержать победу. Мрак понимает, что сила героев может значительно увеличиться, если они получат эти камни, и убивает Локи. Тор в ярости от смерти брата, смерть которого он посчитал героической, нападает на Мрака, и их битва потребовала столько сил, что Часовой вернулся к своей обычной личности. Увидев, что он натворил, он просит героев убить его, и Тор стреляет в него молнией, оставляя только обугленный скелет. Сопротивление Мстителей возвращает Озборна и его приспешников на Землю, где они были арестованы, а Стив Роджерс возвращает щит Капитана Америки своему бывшему напарнику, Баки.
Когда Мстители и их союзники празднуют победу в штаб-квартире, Башне Старка, становится известно, что закон о регистрации супергероев отменён. Президент лично просит Стива Роджерса занять место Озборна и руководить собственной группой. Позже герои посещают похороны Часового.

### Коллекционные издания
| Название                                      | Включенные выпуски | Дата               | ISBN               |
| --------------------------------------------- | --- | ------------------ | ------------------ |
| «Siege Prelude»                               | «Dark Avengers» № 1, «Dark Reign: The Cabal», «Thor» № 600, «Dark Reign: The List — Avengers», «New Avengers Annual» № 3, «Dark Reign: The Goblin Legacy», «Marvel Spotlight» № 30 | январь 2010 года   | ISBN 0-7851-4310-6 |
| «Siege»                                       | | май 2010           | ISBN 1846534526    |
| «Siege»                                       | «Siege» № 1—4, «Siege: The Cabal» и «Siege Digital Prologue» | август 2010 года   | ISBN 0-7851-4810-8 |
| «Siege: X-Men — Dark Wolverine & New Mutants» | «Dark Wolverine» № 82–84, «New Mutants» № 11, «Siege: Storming Asgard — Heroes & Villains»                                                                                         | август 2010 года   | ISBN 0-7851-4815-9 |
| Siege: Embedded                               | Siege: Embedded № 1—4 | август 2010        | ISBN 0-7851-4764-0 |
| Siege: Battlefield                            | «Siege: Spider-Man», «Siege: Young Avengers», «Siege: Loki», «Siege: Captain America», and «Siege: Secret Warriors»                                                                | август 2010 года   | ISBN 0-7851-4598-2 |
| «Siege: New Avengers»                         | «New Avengers» № 61–64, «New Avengers Annual» № 3, «The List: New Avengers», «New Avengers Finale»                                                                                 | сентябрь 2010 года | ISBN 0-7851-4577-X |
| «Siege: Avengers — The Initiative»            | «Avengers: The Initiative» № 31–35 | сентябрь 2010 года | ISBN 0-7851-4817-5 |
| «Siege: Thunderbolts»                         | | сентябрь 2010 года | ISBN 0-7851-4373-4 |
| «Siege: Thor»                                 | «Thor» № 607–610, «New Mutants» № 11, «Siege: Loki» | сентябрь 2010 года | ISBN 0-7851-4813-2 |
| «Siege: Mighty Avengers»                      | «Mighty Avengers» № 32–36 | октябрь 2010 года  | ISBN 0-7851-4800-0 |
| «Dark Avengers: Siege»                        | «Dark Avengers» № 13–16, «Dark Avengers Annual» | октябрь 2010 года  | ISBN 0-7851-4811-6 |